# Leonard Dick
Leonard Dick (* 1992 in Hannover) ist ein deutscher Schauspieler und Theaterregisseur.

## Leben
Leonard Dick, der chilenische und russische Wurzeln hat, wuchs in Isernhagen bei Hannover auf. Erste Theatererfahrungen machte er während seiner Schulzeit in einer Theaterproduktion von Unterm Rad. Nach dem Abitur (2011) ging er für einen Auslandsaufenthalt nach Oxford und studierte anschließend von 2012 bis 2015 „International Management“ in Hamburg. 2015 war er in der Hamburger Off-Theaterszene in mehreren Produktionen des Monsun-Theaters zu sehen.
Seine Schauspielausbildung absolvierte er von 2016 bis 2020 an der Bayerischen Theaterakademie August Everding in München. 2018 erhielt Leonard Dick das Stipendium der Studienstiftung des deutschen Volkes im Bereich „Schauspiel“. Während seiner Ausbildung wirkte er in mehreren Produktionen am Akademietheater München mit.
In der Spielzeit 2018/19 gastierte er an den Münchener Kammerspielen in Jedem Das Seine. Ein Manifest. von Marta Górnicka und beim „Jungen Residenztheater“ in dem Klassenzimmerstück Thomas & Tryggve. In der Spielzeit 2019/20 trat er als Tad in Wie versteckt man einen Elefanten? (Regie: Ingo Berk/Mervyn Millar) am Wiener Burgtheater auf.
2019 inszenierte er zusammen mit Andrej Agranovski am Akademietheater München das Theaterstück Bent – Rosa Winkel und erhielt den 2. Preis der Jury beim 62. Spoleto-Festival. 2020 gründete er gemeinsam mit Agranovski das Theaterkollektiv „Doris Crea“.
Im Sommer 2021 gastierte er bei den 70. Bad Hersfelder Festspielen als Richard Cameron in einer Bühnenfassung von Der Club der toten Dichter.
Leonard Dick wirkte auch in einigen Kurzfilmen und in TV-Produktionen mit. In der 2. Staffel der Fernsehserie Watzmann ermittelt (2021) übernahm er eine Episodenhauptrolle als tatverdächtiger Schüler einer Schreiner- und Schnitzschule in Berchtesgaden.
Dick lebt in München.

## Filmografie (Auswahl)
- 2016: Gratia dei – Gottes Auserwählte (Kurzfilm)
- 2017/18: Wie man im Internet berühmt wird (Kurzfilm)
- 2019: Eine Almhütte für zwei (Fernsehfilm)
- 2020: Kinder und andere Baustellen (Fernsehfilm)
- 2021: Watzmann ermittelt (Fernsehserie, Folge Wo gehobelt wird)
- 2021: Toni, männlich, Hebamme – Nestflucht (Fernsehreihe)
- 2022: How to Dad (Fernsehserie)
- 2023: Tatort: Hackl (Fernsehreihe)
- 2023: Hubert ohne Staller (Fernsehserie, Folge Der große Coup)
- 2024: Alle Jahre wieder (Fernsehfilm)